# Joegoslavisch Paviljoen

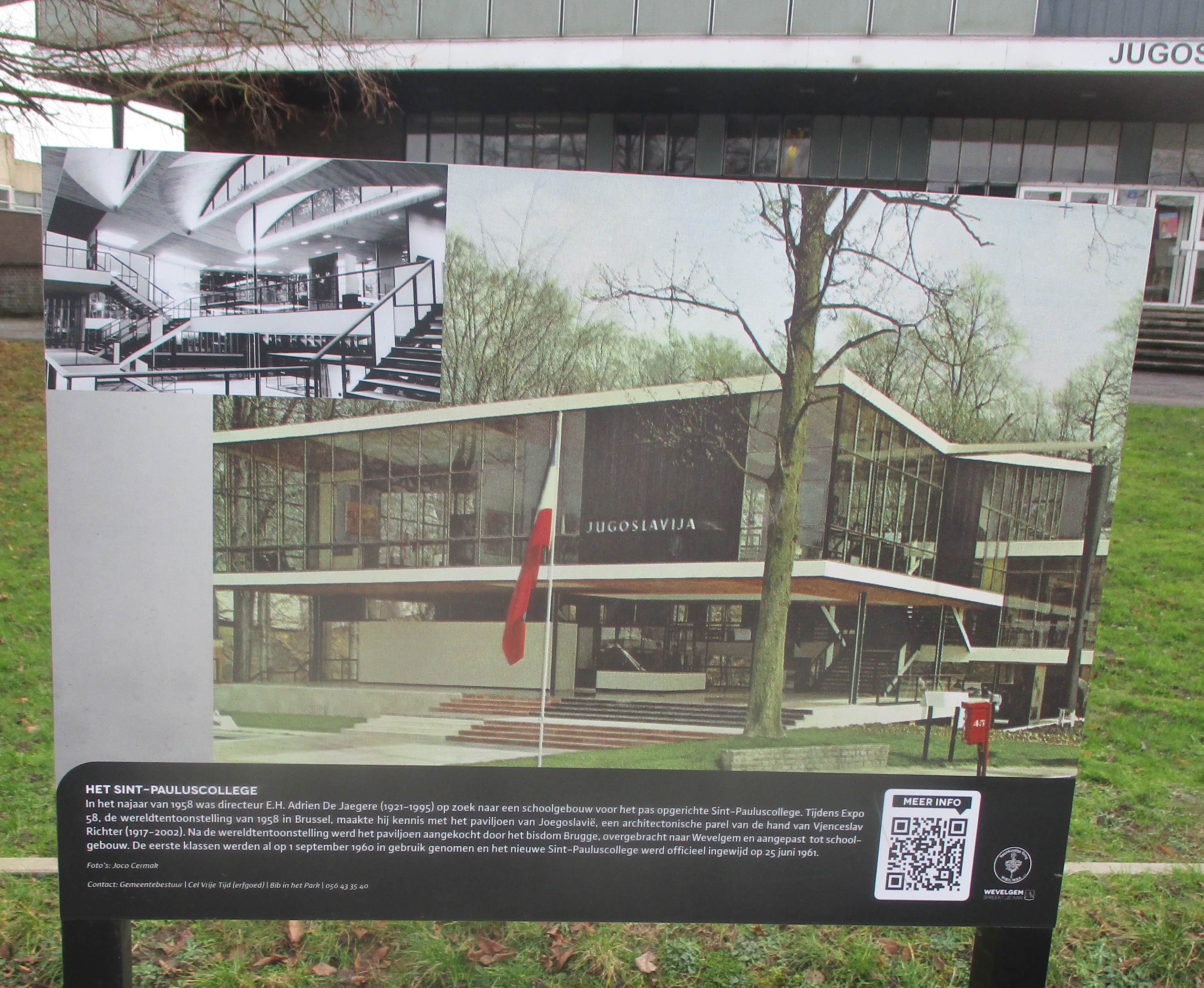
Het Joegoslavisch Paviljoen uit Expo 58 doet momenteel nog steeds dienst als schoolgebouw.

Het Joegoslavische Paviljoen werd ontworpen door de Kroatische architect Vjenceslav Richter voor Expo 58 in Brussel. Na de wereldtentoonstelling werd de constructie gedemonteerd en, met enkele aanpassingen, heropgebouwd in Wevelgem, waar het tegenwoordig dienstdoet als het Sint-Pauluscollege, een middelbare school.

## Geschiedenis

### Expo 58
42 landen namen deel aan Expo 58, waaronder Joegoslavië. De jonge socialistische natie had zich afgekeerd van de Sovjet-Unie en richtte haar blik op het Westen. Hoewel Joegoslavië communistisch werd geregeerd, was het geen lid van het Oostblok of het Warschaupact. Maarschalk Josip Broz Tito, die aan de macht kwam door zijn succes als partizanenleider, was niet door het Rode Leger geïnstalleerd en had daarom geen verplichtingen aan Moskou. Tito weigerde in te gaan op de economische, ideologische en militaire eisen van de Sovjet-Unie, wat in 1948 leidde tot een openlijke breuk met Jozef Stalin.
Het land werd later één van van de oprichters van de Organisatie van Niet-Gebonden Landen, die een onafhankelijke koers tussen Oost en West nastreefde. De deelname aan Expo 58 paste binnen deze strategie: Joegoslavië presenteerde zich als een modern, vooruitstrevend en onafhankelijk socialistisch land.
De architect van het Joegoslavische Paviljoen was Richter. Hij was een aanhanger van het Socialistisch Modernisme, een futuristische architectuurstrekking die vooral in het Oostblok populair was. Eerst ontwierp Richter een grote constructie met stalen kabels, die opgehangen werden aan een hoge raketvormige mast, ook wel de Nada genoemd. Toen dit model verworpen werd, wijzigde hij zijn plannen. Hij ontwierp een gebouw dat bestaat uit 5 ineengeschoven niveaus, die rusten op 15 pijlers zonder zijmuren. De vloeren van de onderste niveaus zijn gemaakt uit glanzend marmer, afgewisseld met waterpartijen, wat het gebouw een zwevend effect geeft. Het paviljoen oogt transparant en dynamisch. De Westerse pers was tijdens de expo laaiend enthousiast over het gebouw.

### Aankoop, verhuis en reconstructie
De ontmanteling van de expo was contractueel strikt gebonden aan een strakke planning. De paviljoenen dienden ontruimd te worden voor 30 december en de afbraak ervan moest voor 15 januari voltooid zijn. Bij het in gebreke blijven zou de Belgische staat een boete opleggen aan het land in kwestie. Al snel bleek dat niet ieder land zijn paviljoen kon of wou repatriëren naar het eigen grondgebied. Daardoor kwamen veel inboedels en bouwmaterialen voor een lage prijs op de markt.
Vooreerst was Joegoslavië van plan om het paviljoen te repatriëren. Men wou het gebouw gebruiken als een toeristisch tentoonstelling in Belgrado, maar in oktober 1958 verschenen berichten in de pers dat de constructie te koop stond. Na de sluiting van de wereldtentoonstelling kochten de gebroeders Frans en Ferdinand Waterinckx uit Geraardsbergen het bouwwerk aan. Het gebouw kon ook een totaal andere bestemming krijgen, bijvoorbeeld een soort jachtclub in Oostende of een showroom voor Philips in Eindhoven.
De broers verkochten het gebouw door aan het Bisdom van Brugge, die op zoek waren naar een schoolgebouw voor een nieuwe middelbare school in Wevelgem. De groeiende bevolking na de Tweede Wereldoorlog, de democratisering van het onderwijs en het verlengen van de leerplicht tot 16 jaar zorgden ervoor dat er een grotere vraag ontstond naar onderwijsfaciliteiten. Ouders hadden weinig keuze met slechts één middelbare school in de buurt. Daarom besloot Mgr. Vangheluwe, vicaris-generaal voor onderwijs, een katholiek humaniora in Wevelgem op te richten. Op 9 augustus 1958 kreeg Eerwaarde Heer Adriaan De Jaeger de opdracht om de school in te richten. Hij werd benoemd tot directeur en ijverig ging hij op zoek naar klaslokalen, meubilair en studenten voor de school. Via affiches maakte hij bekend dat de lessen van start gingen op 1 september 1958. Samen met 2 leraren verwelkomde hij 44 leerlingen in 2 voorlopige klasjes in het klooster en de huishoudelijke school van de Zusters van Liefde. Dit was louter een voorlopige oplossing, want het Bisdom van Brugge was naarstig op zoek naar een terrein op een schoolgebouw op te trekken.
De Jaegher werkte samen met zijn broer en architect Jan zijn ideaalbeeld van een school uit. Toen zij de advertentie in de krant zagen van het Joegoslavisch Paviljoen, werd hun interesse meteen gewekt. Vooral van de lichtinval en de openheid waren de broers fan. Mits enkele aanpassingen kon de constructie perfect dienen als onderwijsgebouw. De beslissing om het paviljoen over te kopen van de broers Waterinckx werd vrij impulsief gemaakt, maar uiteindelijk bleek het een goeie beslissing te zijn. Hoewel het gebouw al verkocht zou zijn in november 1958, werd het enige tot nu toe bekende contract pas opgesteld in maart 1959. De constructie werd verkocht voor 25.000 euro. Men had tijdens de reconstructie problemen met de ondergrond, daarom werden de eerste lessen pas ingericht op 1 september 1960.

## Internationale belangstelling
Tot op heden doet het gebouw nog steeds dienst als onderwijsinstelling onder de naam Sint-Pauluscollege. In 2005 werd het gebouw als monument beschermd vanwege zijn architecturale en historische waarde. Het wordt gezien als een belangrijk overblijfsel van Expo 58 en een representatief voorbeeld van de 'Expo-stijl', die de Belgische moderne architectuur heeft beïnvloed.
In 2018 werd de 60ste verjaardag van het Sint-Pauluscollege gevierd met het project The Richter Experience. Toen bleek dat slechts weinigen van de 1500 aanwezigen de geschiedenis kenden van het schoolgebouw. Voor de tentoonstelling werden meer dan 40 werken van de architect Richter vanuit zijn thuisstad Zagreb overgebracht naar Wevelgem.

## Huidig gebruik
Het Sint-Pauluscollege maakt momenteel gebruik van het gebouw. Dit is een school voor katholiek secundair onderwijs.